# Atarba restricta
Atarba restricta är en tvåvingeart som beskrevs av Alexander 1943. Atarba restricta ingår i släktet Atarba och familjen småharkrankar.
Artens utbredningsområde är Peru. Inga underarter finns listade i Catalogue of Life.